# Gustave Allègre
Pour les articles homonymes, voir Allègre (homonymie).
 Auguste Gustave Allègre est un juriste puis ecclésiastique et théologien français né à Ardres (Pas-de-Calais) en 1840 et mort à Paris 14e le 29 juillet 1900. Titulaire de trois doctorats (droit, théologie, droit canon), il rédigea une œuvre conséquente destinée notamment à établir des passerelles entre le droit de la société et la situation des hommes d'église.

## Carrière civile
Gustave Auguste Allègre nait à Ardres dans une famille de notables (un des témoins est le maire de la commune) le 12 février 1840. Il est le fils de Louis Jean-Baptiste Alexis Allègre, licencié en droit, notaire à Ardres et de Mélanie Joséphine Sagot.
Il fait des études classiques, puis étudie le droit. Il est reçu docteur en droit et devient avocat.
S'éveille ensuite en lui une vocation ecclésiastique.

## Carrière ecclésiastique
Gustave Allègre est ordonné prêtre en 1868, à l'âge de 28 ans.
Il va compléter sa formation théologique et canonique à Rome au séminaire pontifical de Saint-Apollinaire. Il en sort avec un double doctorat en théologie et droit canon,.
Il revient ensuite dans le diocèse d'Arras et devient professeur au grand séminaire.
Gustave Allègre est alors nommé premier vicaire de l'église Saint-Nicolas de Boulogne sur mer.
De 1877 à 1883, il exerce en tant qu'aumônier des religieuses du couvent de Nazareth toujours à Boulogne sur mer.
Dans les années 1883-1884, il publie anonymement à Paris des ouvrages relatifs à des questions religieuses.
En 1884, il est proposé comme vicaire général à Arras.
Toutefois il se retire du ministère pour se consacrer à l'écriture : il se rend à Lille puis à Paris à cette fin.
En 1888, paraît son travail le plus important consacré au code civil commenté à l'usage du clergé en deux volumes  Cet ouvrage sera très bien accueilli par l'Église et par la presse au point de faire l'objet de plusieurs rééditions(voir ci-dessous).
Il est ensuite nommé chanoine de Notre Dame de Lorette et vicaire général honoraire du diocèse de Meaux
Gustave Allègre publie encore quelques ouvrages jusqu'en 1897.
Il meurt à Paris en 1900.

## Œuvres
La liste des œuvres de Gustave Allègre provient essentiellement du site de la BnF.
Jusqu'en 1886 inclus, le nom de l'auteur est "l'abbé Allègre", ou "un aumônier de communauté", par la suite, il devient "le chanoine Allègre". L'éditeur, de province ou parisien, varie selon les ouvrages et les éditions. Plusieurs livres édités sont encore en vente sur les sites en ligne.

### Sans dates d'édition
- Impedimentorum matrimonii synopsis seu brevis expositio ad usum seminariorum[6].
- Loi du 1er juillet 1901 sur le contrat d'association[7].

### Avec dates d'édition
- Corbeille de légendes et d'histoires à l'usage des directeurs de catéchisme et des maisons d'éducation, Paris, Lecoffre, 1882.
- Seconde corbeille de légendes et d'histoires à l'usage des directeurs de catéchisme et des maisons d'éducation, Paris, Lecoffre, 1882.
- Troisième corbeille de légendes et d'histoires à l'usage des directeurs de catéchisme et des maisons d'éducation, 2e édition, Paris, Haton, 1883.
- Troisième corbeille de légendes et d'histoires...., 3e édition, Paris, Roger et Chernoviz, 1884.
- Quatrième corbeille de légendes et d'histoires à l'usage des directeurs de catéchisme et des maisons d'éducation, 2e édition, Paris, Haton, 1884.
- Cinquième corbeille de légendes et d'histoires à l'usage des directeurs de catéchisme et des maisons d'éducation, Paris, Roger et Chernoviz, 1884.
- Première corbeille de légendes et d'histoires pour les maisons d'éducation, 1re partie, Tours, Cattier, 1886.
- Première corbeille de légendes et d'histoires pour les maisons d'éducation, 2e partie, Tours, Caffier, 1886.
- Seconde corbeille de légendes et d'histoires..., 3e édition, 2 volumes, Tours, Cattier, 1886.
- Le code civil commenté à l'usage du clergé, dans ses rapports avec la Théologie morale, le Droit canon, et l'Économie politique, 2 volumes, 1re édition, Paris, Delhomme et Briguet, 1888, (tome 1[8] et volume 1, partie 2[9] disponibles sur Gallica).
- Le Mariage religieux et la loi française, mémoire présenté au congrès scientifique international des catholiques tenu à Paris en 1888, Paris, Rémy, 1889[10].
- Le Mariage des prêtres en droit civil, Paris, 1889, (disponible sur Gallica)[11].
- Le divorce devant le Parlement français, Paris, Rémy, 1889, (disponible sur Gallica)[12].
- Le divorce devant le Parlement français, 2e édition, Paris, Rémy, 1891[13].
- La Liberté de tester et le code civil, Paris, 1892[14].
- De la Célébration du mariage religieux et civil, du divorce, étude de la législation canonique et civile comparée, Paris, Roger et Chernoviz, 1893, (disponible sur Gallica)[15].
- Coup d'œil sur l'ensemble du code civil, Paris, Roger et Chernoviz, 1894, (disponible sur Gallica)[16].
- Le code civil commenté à l'usage du clergé dans ses rapports avec la théologie morale et les questions sociales, 2 volumes, Paris, Roger et Chernoviz, 1894.
- Le code civil commenté à l'usage du clergé...., 2 volumes, 5e édition, Tome 1[17] et 2[18], Paris, Roger et Chernoviz, 1895, (disponible sur Gallica).
- Le code civil commenté à l'usage du clergé..., 2 volumes, 6e édition, Paris, Roger et Chernoviz, 1897.
- Le code civil commenté à l'usage du clergé..., 2 volumes, 7e édition, Paris, Roger et Chernoviz, 1899.
- Le code civil commenté à l'usage du clergé dans ses rapports avec la théologie morale et les questions sociales, 8e édition revue et mise à jour, 2 volumes, Paris, Roger et Chernoviz, 1902.